# Акации (фильм)
«Акации» (исп. Las Acacias) — аргентинский фильм 2011 года режиссёра Пабло Джорджелли. Фильм был показан на Каннском кинофестивале 2011 года, где получил премию «Золотая камера». Фильм также получил премию Ассоциации кинокритиков Аргентины «Серебряный кондор» за лучший фильм.

## Сюжет
Рубен — аргентинский водитель грузовика, перевозящий древесину из Парагвая в Буэнос-Айрес. На остановке в Парагвае он забирает молодую парагвайскую женщину по имени Хакунта, которую его работодатель просит отвезти в Буэнос-Айрес. К неожиданности Рубена, у Хакунты полугодовалая дочка Анаи.
Поначалу Рубен не пытается завести разговор. На парагвайской границе Хакунта говорит пограничнику, что она хочет посетить свою двоюродную сестру, а позднее говорит Рубену, что её сестра должна помочь ей найти там работу. Позднее, чтобы покормить Анаи, они останавливаются. Рубен хочет купить для них билет на автобус, но меняет своё мнение, после того как узнает, что автобус будет только завтра.
Рубен заезжает в маленький городок, чтобы отдать своей сестер запоздалый подарок, но оказывается, что сестры нет дома. Хакунта говорит, что она никуда не спешит, и они проводят несколько часов рядом с озером. Они возвращаютсяк дому сестры, и Рубен отдает подарок, после чего они продолжают путь в Буэнос-Айрес. Рубен завозит Хакунту к её двоюродной сестре. Когда они прощаются, он предлагает ей составить ему компанию в его следующем рейсе, на что она соглашается.

## В ролях
- Херман де Сильва — Рубен
- Эбе Дуарте — Хакунта
- Найра Кайе Мамани — Анаи
- Моника Кока
- Лили Лопес

## Восприятие
Фильм получил положительные отзывы критиков. На сайте Rotten Tomatoes фильм получил рейтинг 79 % на основе 14 рецензий со средним баллом 7,3 из 10. После показа на Каннском кинофестивале критик Variety положительно отозвался о фильме, отметив игру актеров: «персонажи Де Силва и Хебе Дуарте узнают друг друга через диалог, который едва ли занял бы 20 страниц текста»